# Гвоздика, лилия, лилия, роза
«Гвоздика, лилия, лилия, роза» (англ. Carnation, Lily, Lily, Rose) — картина американского художника Джона Сингера Сарджента, созданная в 1885—1886 годах. Картина также известна под названием «Китайские фонарики».

## История создания
Идея картины пришла к Сардженту в августе 1885 года когда он путешествовал по Темзе в Беркшире с американским художником Эдвином Остином Эбби. Во время прогулки он увидел китайские фонарики висящие среди деревьев и лилий.
Художник начал писать картину осенью 1885 года, когда гостил у своего друга Фрэнсиса Миллета в Бродвее, Вустершир. Он писал Роберту Льюису Стивенсону что хотел передать увиденный им эффект сумерок -

- такой райский вид, что заставляет восторгаться.
Оригинальный текст (англ.)a most paradisiac sight [that] makes one rave with pleasure
Сначала моделью была пятилетняя дочь хозяина дома Катарина, но она была вскоре заменена более взрослыми Дороти и Полли Барнард, дочерьми друга Милле иллюстратора Фредерика Барнарда. Возраст девочек делал их более терпеливыми моделями, но Сарджент выбрал также их из-за светлого цвета волос. Слева на картине изображена одиннадцатилетняя Долли, а справа - семилетняя Полли. Художник сделал много предварительных набросков девочек, возможно больше, чем для любой другой из его работ.
Действие произведения происходит в английском саду в Farnham House на Бродвее в Котсуолд-Хилс, где Сарджент провел лето 1885 года, чтобы избежать скандала, вызванного его картиной 1884 года «Портрет мадам Икс». Автор Роберт Льюис Стивенсон также останавливался там во время написания «Детского цветника стихов», и его стихи вдохновляли Сарджента.
Сарджент работал над этой композицией в традициях импрессионистов, используя естественный свет и на открытом воздухе. Так как художник хотел запечатлеть картину освещенную заходом солнца, он мог писать только несколько минут в конце дня. Поэтому работа над картиной затянулась, и художник писал с сентября до начала ноября. За это время, розы постепенно увядали и их пришлось заменять искусственными цветами крепившимся к кустам. Девочки надевали свитера, а на них платья, которые запечатлены на картине.
Писатель Эдмунд Госс, бывший свидетелем создания картины, так описал этот процесс: «Он [Сарджент] отходил от мольберта, внимательно всматривался в освещенный светом китайских фонариков вечерний сад, а затем, подметив что-то важное для себя, немедленно бросался к холсту, чтобы нанести на него несколько мазков краски».
Из-за наступления холодов и изменений в природе Сарджент был вынужден остановить работу над картиной и вернуться к ней в следующем году. Он закончил картину в сентябре 1886 года.
Название взято из песни «Венок» популярной в 1880-х. Сарджент и его окружение часто пели её вокруг рояля. В припеве песни задается вопрос: «Не проходила ли моя Флора этой дорогой?», в ответ на который говорится «Гвоздика, лилия, лилия, роза».

## Критика
Сарджент переехал из Парижа в Лондон в 1885 году отчасти по карьерным причинам, и отчасти потому, что представленный публике «Портрет Мадам X» вызвал немалый скандал. Прием, который он получил в британских артистических кругах, тоже было не назвать теплым. Его картины называли «эксцентричным» и «офранцуженными». Именно в такой враждебной атмосфере Сарджент выставлял картину «Гвоздика, лилия, лилия, роза» в 1887 году на выставке Королевской академии художеств. Картину и хвалили, и ругали. Много говорит о картине не что, а сколько о ней говорили. Британская Королевская Академия приобрела картину для галереи Тейт почти сразу же после окончания выставки, в основном по настоянию президента Королевской академии сэра Фредерика Лейтона. Портрет миссис Барнард кисти Сарджента, сделанный в то же время, что и «Гвоздика, лилия, лилия, роза» также находится в галерее Тейт.